# Elezioni parlamentari in Bangladesh del 2024
Le elezioni parlamentari in Bangladesh del 2024 si sono tenute il 7 gennaio per il rinnovo dello Jatiya Sangsad, il parlamento del paese.
Esse hanno visto, senza molte sorprese (anche vista la forte opacità del processo elettorale), la vittoria di larghissima misura della Lega Popolare Bengalese, guidata dalla Prima ministra uscente Sheikh Hasina, già ampiamente al monopolista della scena politica del paese.

## Sistema elettorale
Per le elezioni parlamentari, la legge elettorale bengalese, attuata per l’elezione diretta di solo 300 seggi su 350 (in quanto i restanti 50 sono sono distribuiti proporzionalmente in base al piazzamento dei vari partiti contendenti per garantire una rappresentanza equa per le donne), prevede l’applicazione di un sistema maggioritario secco in altrettanti collegi uninominali, dove, per essere dichiarati eletti, è quindi necessario almeno l’ottenimento del maggior numero dei voti (Plurality).

## Risultati
Dati parziali: 
| Partito                                     | Seggi ottenuti | Seggi riservati | Seggi totali |
| ------------------------------------------- | -------------- | --------------- | ------------ |
| Lega Popolare Bengalese (AL)                | 224            | 47              | 271          |
| Partito Nazionale (JP)                      | 11             | 2               | 13           |
| Bangladesh Kalyan Party (BKP)               | 1              | —               | 1            |
| Jatiya Samajtantrik Dal (JSD)               | 1              | —               | 1            |
| Partito dei Lavoratori del Bangladesh (BWP) | 1              | —               | 1            |
| Ganatantri Party (GP)                       | —              | 1               | 1            |
| Indipendenti                                | 62             | —               | 62           |
| Totale                                      | 300            | 50              | 350          |